# 富士田明彦
富士田 明彦（ふじた あきひこ、1991年11月8日 - ）は、日本棋院東京本院所属の囲碁棋士。七段。高林拓二七段門下。北海道帯広市出身。

## 略歴
囲碁愛好家の父の影響を受け、小学3年の頃囲碁を覚え、その後碁会所で実力をつける。同じ北海道出身で1学年上の鈴木伸二、同学年の伊藤優詩とは数々の試合で対戦している。特に伊藤とは親交があり、師匠高林を伊藤に紹介した。
2002年、帯広市立啓北小学校5年時に第23回少年少女囲碁大会全国大会に出場するも、3回戦で敗れる。
2003年、同6年時第24回少年少女囲碁大会全国大会に出場。後にプロとなる金沢真・伊田篤史を下すも優勝者に敗れ8位。また、第7回全日本こども囲碁大会では決勝戦で安達利昌に敗れ準優勝。
2004年、中学1年で高林の弟子となるため、9月に千葉県鎌ケ谷市に転居。同時に日本棋院院生となる。
2005年の冬季棋士採用試験では8勝9敗の9位で入段ならず（入段者は関達也・堀本満成）。
2006年、対象期間3ヶ月の院生序列1位となり、夏季棋士採用で入段を果たす。
2010年、第66期本因坊戦の最終予選に進出も山城宏に敗れ、初のリーグ入りは逃す。
2012年、第37期新人王戦3番勝負に進む。金沢真に1局目に勝ち、初タイトルまであと1勝に迫るも2連敗で届かず。
2013年、昨年あと一歩で逃した新人王戦で、余正麒に決勝戦で2連勝し、初タイトルを得る。第8回若鯉戦でも優勝決定戦に進出するが、一力遼に敗れ、準優勝。5月27日から10月3日にかけては18連勝を記録し、年間では32勝8敗（勝率.8000、日本棋院棋士第3位）の成績を残した。これらの活躍により、第47回棋道賞連勝賞・新人賞受賞。
2018年、第13回若鯉戦では決勝戦で小池芳弘三段を下し優勝、自身2つ目のタイトルを獲得した。2018年は41勝8敗（勝率.8367）の成績を残し、第52回棋道賞勝率第1位賞を受賞。
2020年第45期棋聖戦ではBリーグに在籍。
2022年の第78期本因坊戦最終予選で伊田篤史九段を破り初のリーグ入り。棋聖戦Bリーグ1組1位通過。プレーオフでは同じ北海道出身の鈴木伸二七段に敗れる。第48期名人戦でも最終予選で河野臨を破り初のリーグ入り。

## 昇段履歴
- 2006年9月1日 初段[10]（夏期棋士採用試験=総合1位）
- 2009年1月1日 二段[11]（賞金ランキング）
- 2011年7月1日 三段[12]（勝星規定=対象棋戦通算40勝）
- 2013年11月8日 四段（勝星規定=対象棋戦通算50勝）
- 2016年 五段（勝星規定=対象棋戦通算70勝）
- 2017年1月1日 六段[13]（賞金ランキング 五段1位）
- 2019年1月1日 七段[14]（賞金ランキング 六段1位）

## 棋歴

### 獲得タイトル
- 新人王戦 1期（第38期=2013年度）
- 若鯉戦 1期（第13回=2018年度）

### 良績等
- 名人リーグ入り（第48・49期）
- 本因坊戦 リーグ入り（第78期）
- 天元戦 挑戦者決定戦進出（第49期）
- 新人王戦 準優勝（第37期）
- 若鯉戦 準優勝（第8回）

## 受賞歴
- 棋道賞連勝賞（2013年）
- 棋道賞新人賞（2013年）
- 棋道賞勝率第1位賞（2018年）